# Reuil-sur-Brêche
 Reuil-sur-Brêche  es una población y comuna francesa, en la región de Picardía, departamento de Oise, en el distrito de Clermont y cantón de Froissy.

## Demografía
| 205 | 194 | 207 | 196 | 221 | 206 |
| Para los censos de 1962 a 1999 la población legal corresponde a la población sin duplicidades (Fuente: INSEE [Consultar]) |     |     |     |     |     |